# Pasargady
Pasargady (pers. پاسارگاد Pāsārgād; gr. Πασαργαδών Pasargadốn) – miasto w starożytnej Persji, obecnie Maszhad-e Murghab w środkowym Iranie.
Założył je perski król Cyrus II Wielki. Były one stolicą Persji do czasu zbudowania Persepolis, do którego przeniesiono stolicę achemenidzkiego imperium.
W Pasargadach Cyrus II wzniósł około 550 p.n.e. zespół pałacowy, na który składały się:
- propyleje – główne wejście w postaci okazałego budynku
- apadana – sala audiencyjna z wieloma kolumnami
- pałac królewski

Elewacje budynków ozdobione były portykami. Budynki rozrzucone był po dużym, nawadnianym parku otoczonym murem.
W roku 330 p.n.e. miasto zostało zdobyte i zniszczone przez Aleksandra Wielkiego.
W Pasargadach znajduje się grobowiec Cyrusa II Wielkiego.